# Blanck
Blanck är dels ett ofrälse efternamn, dels ett namn på en utslocknad adelsätt.
Den äldste kände i släkten Blanck är förmodligen den Östen i Lingarö (Lingared) som är dokumenterad genom köpebrev utfärdade 1391, 1402 och 1406. Den latiniserade formen Blanchovius har också använts av släktmedlemmar. Att släkten haft en betydelsefull roll i Hälsingland visar att släktmedlemmen Brynolphus (Bryngel) Blanchovius år 1601 skänkte en handskrift av Hälsingelagen från 1300-talet till Sveriges förste riksantikvarie Johannes Bureus.
Som stamfader för adelsätten Blanck räknas Östen Nilsson i Lingarö, Tuna socken i Hälsingland. Hans son Petrus Œstani var kyrkoherde, först i Rogsta och från 1574 i Torsåker i Ångermanland. Han var en av undertecknarna av beslutet från Uppsala möte. Enligt Svenska adelns Ättar-taflor, som bygger på de opålitliga Riddarhusstamtavlorna från 1760-talet, var han gift med en kvinna från Bureätten, medan Leonard Bygdén återger en icke källbelagd uppgift att han skulle ha varit gift med en Brita Brynjolfsdotter Folke som hade tillhört Bjälboätten. Urban Sikeborg visade dock i Släkt och Hävd 1992 utifrån samtida belägg att hustrun hette Gunborg och att hon sannolikt var identisk med lagmannen Anders Sigfridssons (Rålamb) syster Gunborg Sigfridsdotter; hon var följaktligen storbondedotter från Norrala socken i Hälsingland. Petrus Œstanis änka Gunborg skrivs i tiondelängden 1579 för Torsåker på dennes hemman Österhammar (idag Hammar i Nyland).
En av Petrus Œsteanis söner, Johannes Blanchovius, var hovpredikant, professor i Uppsala och kyrkoherde i Umeå landsförsamling. Vem hans hustru var är okänt, bara förnamnet Malin är känt. Deras son Johan adlades med namnet Blanck år 1650 och ätten introducerades fem år senare på nummer 633. Johan Blanck var ståthållare i Visby och major i kavalleriet. 1652 avskedades han från ståthållartjänsten; omkring 1653/54 drog han sig tillbaka till släkthemmanet i Lingarö, där han dog, förmodligen 1679. Hans hustru hette Barbro. De hade tolv barn, men alla är inte kända till namn. De två sönerna Johan, löjtnant vid Bergsregementet, och Gustaf, fänrik vid Bergsregementet, gjorde militär karriär, men avled båda år 1676 i det skånska kriget. Därmed utgick ätten på svärdssidan. Dottern Beata (1659–1737) gifte sig med majoren Herman Tideman (1663–1746) vid Jämtlands regemente; de hade flera barn, vars ättlingar kom att bli uppmärksammade i hembygden.
Sedan dess har namnet Blanck upptagits av flera personer.

## Personer med efternamnet Blanck
- Anton Blanck (1881–1951), litteraturvetare och publicist
- Dag Blanck (född 1956), professor i nordamerikastudier
- Maria Blanck (född 1958), målare
- Nils A. Blanck (1884–1865), arkitekt
- Stig Blanck (född 1930), tecknare och grafiker
- Åsa Blanck  (född 1970)), dokumentärfilmare

## Fotnoter
1. ↑  Lewenhaupt, Adam (1920–1921). Karl XII:s officerare: biografiska anteckningar. Stockholm: Norstedt, s. 701 f.